# Solanum sellowii
Solanum sellowii är en potatisväxtart som beskrevs av Michel Félix Dunal. Solanum sellowii ingår i släktet skattor som ingår i familjen potatisväxter. Inga underarter finns listade i Catalogue of Life.